# Questa (geslacht)
Questa is een geslacht van borstelwormen uit de familie van de Orbiniidae.

## Soorten
- Questa bicirrata Giere & Erséus, 1998
- Questa caudicirra Hartman, 1966
- Questa ersei Jamieson & Webb, 1984
- Questa fijiensis Giere, Ebbe & Erséus, 2007
- Questa media Westheide, 1981
- Questa mediterranea Giere & Erséus, 1998
- Questa paucibranchiata Giere & Erséus, 1998
- Questa retrospermatica Giere, Ebbe & Erséus, 2007
- Questa riseri Giere & Erséus, 1998
- Questa trifurcata (Hobson, 1970)